# جغرافیای آمریکای جنوبی
آمریکای جنوبی بخش جنوبی یک خشکی وسیع است که به‌طور کلی از آن به عنوان خشکی‌های نیم‌کره غربی، بَرّ جدید، یا قاره آمریکا یاد می‌شود. آمریکای جنوبی گاه بخشی از قاره آمریکا به حساب می‌آید و گاه خود به عنوان قاره‌ای جدا برشمرده می‌شود. بزرگ‌ترین رودخانه جهان (رود آمازون) و همچنین خشک‌ترین مکان جهان (بیابان آتاکاما) در آمریکای جنوبی قرار دارد.
آمریکای جنوبی به مثابه قارهٔ جدا، چهارمین قاره بزرگ جهان است و ۱۷۸۱۴۰۰۰ کیلومتر مربع مساحت دارد که تقریباً یک‌هشتم مجموع کل خشکی‌های کره زمین را دربر می‌گیرد. این قاره شکلی تقریباً مثلثی دارد که در شمال عریض است و به‌سوی نقطه‌ای در جنوب (دماغه هورن، شیلی) باریک می‌شود. آمریکای جنوبی در نیم‌کره غربی قرار دارد. اگرچه برخی از قسمت‌های شمال این قاره در نیم‌کره شمالی جای گرفته‌اند، بیشتر قاره آمریکای جنوبی در نیم‌کره جنوبی قرار دارد. قسمتی از این قاره که در نیم‌کره شمالی است شامل ونزوئلا، گویان، گویان فرانسه، سورینام، بخش‌هایی از برزیل، بخش‌هایی از اکوادور و تقریباً کل کلمبیا می‌شود.
آمریکای جنوبی از شمال غرب و شمال به دریای کارائیب، از شمال شرق، شرق و جنوب شرق به اقیانوس اطلس و از غرب به اقیانوس آرام محدود می‌شود. در شمال غرب از طریق باریکه پاناما با آمریکای شمالی پیوند می‌یابد. این باریکه یک پل زمینی است که در یک نقطه حتی تا ۸۰ کیلومتر باریک می‌شود. آمریکای جنوبی از گُسَستِ دارین در شمال غربی تا مجمع‌لجزایر تیرا دل فوئگو در جنوب امتداد دارد. گسست دریک، در جنوب دماغه هورن، آمریکای جنوبی را از قاره قطب جنوب جدا می‌کند.
از نظر مساحت، آمریکای جنوبی چهارمین قاره بزرگ جهان پس از آسیا، آفریقا و آمریکای شمالی است. آمریکای جنوبی از نظر مساحت تقریباً دو برابر از اروپا بزرگتر است و به‌طور جزئی بزرگتر از روسیه است. در آمریکای جنوبی ۱۲ کشور و ۳ منطقه وابسته به قدرت‌های اروپایی وجود دارد.
آمریکای جنوبی دارای خط ساحلی حدود ۲۵۴۲۷ کیلومتر است. چهار منطقه زمانی مختلف در آمریکای جنوبی وجود دارد: یوتی‌سی منهای ۲، منهای ۳، منهای ۴ و منهای ۵.
آمریکای جنوبی دارای بلندترین آبشار جهان، آبشار آنجل، بزرگ‌ترین رودخانه (از نظر حجم)، رودخانه آمازون، طولانی‌ترین رشته کوه، آند، خشک‌ترین بیابان، آتاکاما، بزرگ‌ترین جنگل بارانی، جنگل بارانی آمازون، مرتفع‌ترین پایتخت، لاپاز، بولیوی، مرتفع‌ترین دریاچه تجاری قابل کشتیرانی جهان، دریاچه تیتیکاکا و جنوبی‌ترین شهر جهان، پوئرتو تورو، شیلی است.
کوه آکونکاگوا در آمریکای جنوبی، پس از قله اورست که در آسیا قرار دارد، دومین قله مرتفع از هفت قله جهان است. بیابان آتاکاما تنها منطقه در جهان است که متوسط بارش در آن از جنوبگان کمتر است.
بزرگ‌ترین کشور آمریکای جنوبی، یعنی برزیل، بیش از نیمی از خشکی این قاره را دربر گرفته است. برزیل تنها کمی کوچکتر از ایالات متحده است. بزرگ‌ترین شهر آمریکای جنوبی یعنی سائو پائولو نیز در برزیل قرار دارد. سائو پائولو با بیش از ۲۱ میلیون نفر (۲۰۱۹) یکی از ده شهر بزرگ جهان است. کوچک‌ترین کشور آمریکای جنوبی سورینام است. این کشور یکی از ۱۰ کشور کم جمعیت جهان است.
منابع طبیعی اصلی آمریکای جنوبی مس، سنگ آهن، قلع و نفت است. سراسر جهان از منابع بسیاری از آمریکای جنوبی بهره‌مند می‌شود. با این حال، این منابع اغلب مانع توسعه اقتصادهای متنوع شده‌اند. این امر منجر به تفات‌های عمده‌ای در اقتصاد کشورهای آمریکای جنوبی شده که اغلب باعث بی‌ثباتی سیاسی نیز می‌شود.
آمریکای جنوبی بسیاری از گونه‌های جالب و منحصر به فرد از حیوانات از جمله لاما، آناکوندا، پیرانا، جگوار، ویکونیا و تاپیر را در خود جای داده است. جنگل‌های بارانی آمازون دارای تنوع زیستی بالایی هستند و بخش عمده‌ای از گونه‌های زمین را در خود جای داده‌اند.

## عوارض اصلی جغرافیایی

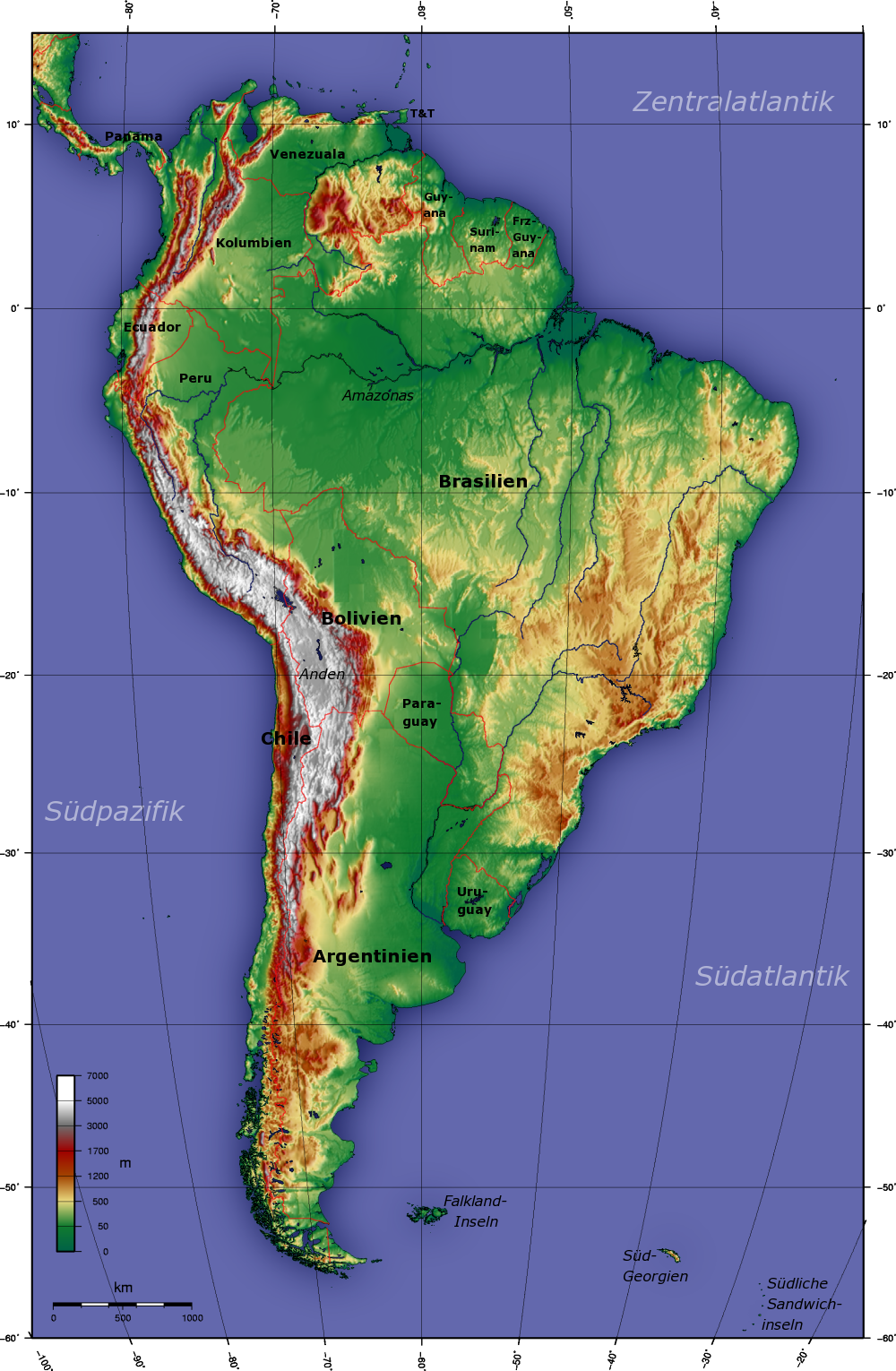
نقشه ناهمواری‌های آمریکای جنوبی.

کوه‌های آند، رود آمازون و جنگل‌های بارانی آمازون، ارتفاعات برزیل، دشت پامپا، پاتاگونیا، ارتفاعات گویان، تالاب‌های پانتانال از عوارض اصلی جغرافیایی آمریگای جنوبی هستند.
در این قاره کوهستان‌ها و دشت‌های ساحلی عموماً در جهت شمال به جنوب هستند، در حالی که فلات‌ها و حوضه‌های رودخانه‌ها عموماً در جهت شرق به غرب هستند. کوه آکونکاگوا در آرژانتین در نزدیکی مرز با شیلی با ارتفاع ۶۹۵۹ متر بالاتر از سطح دریا، نه تنها بلندترین نقطه قاره، بلکه بلندترین ارتفاع در نیم‌کره غربی زمین است. شبه‌جزیره والدس، در سواحل جنوب شرقی آرژانتین، پایین‌ترین نقطه آمریکا جنوبی است و ۴۰ متر زیر سطح دریا واقع شده است.
به‌جز در جنوب، جزایر نسبتاً کمی در حاشیه قاره قرار دارند. جزایر جنوب شامل مجمع‌الجزایر ساحلی آرژانتین و شیلی است. جزایر فالکلند (مالویناس) در شرق آرژانتین جنوبی قرار دارند. در شمال، هند غربی از ترینیداد تا فلوریدا امتداد دارد، اما این جزایر معمولاً با آمریکای شمالی مرتبط هستند. بقیه بیشتر جزایر کوچک اقیانوسی در سواحل آمریکای جنوبی هستند، از جمله جزایر گالاپاگوس، اکوادور، در اقیانوس آرام. در آمریکای جنوبی دو کشور محصور در خشکی وجود دارد: پاراگوئه و بولیوی. این دو کشور در داخل این قاره قرار دارند و نه به اقیانوس اطلس و نه به اقیانوس آرام دسترسی دارند.
در کنار رود آمازون، آمریکای جنوبی دارای رودخانه‌های بزرگ دیگری است که قاره را زهکشی می‌کند، از جمله اورینوکو که از ونزوئلا می‌گذرد. سائو فرانسیسکو که از جنوب شرقی برزیل می‌گذرد. و رودخانه‌های پاراگوئه و پارانا که از جنوب برزیل به ریو دلا پلاتا بین آرژانتین و اروگوئه می‌ریزند.

## نیمه شمالی
آمریکای جنوبی با شکل قیف‌مانند خود دو ناحیه بزرگ منطقه‌ای دارد: یکی نیمه شمالی که پهن‌تر است و دیگری مخروط (قیف) جنوبی. کوه‌های آند و حوضه آمازون پدیده‌های اصلی جغرافیایی نیمه شمالی و مناطق پامپا و پاتاگونیا پدیده‌های جغرافیایی مخروط جنوب هستند.

### آند
زنجیره کوه آند به طول ۵۰۰۰ مایل در امتداد کل منطقه غربی قاره از ونزوئلا تا جنوب شیلی گسترش یافته است. رشته کوه آند طولانی‌ترین رشته کوه روی زمین و بلندترین رشته‌کوه در قاره آمریکا است. رشته‌کوه آند دارای بیش از ۳۰ قله است که ارتفاع آنها حداقل به ۲۰۰۰۰ فوت می‌رسد که بسیاری از آن‌ها آتشفشان‌های فعال هستند.
رشته‌کوه آند طولانی‌ترین رشته‌کوه قاره‌ای در جهان است. کوه‌های آند که از ونزوئلا تا شیلی و آرژانتین کشیده شده‌اند، از فرورانش صفحات نازکا و جنوبگان در زیر صفحه آمریکای جنوبی تشکیل شده‌اند. آنها بلندترین کوه‌های بیرون از آسیا هستند. قله آکونکاگوا با ۶۹۶۱ متر بلندا در رشته‌کوه آند در آرژانتین واقع شده است.
آلتی‌پلانو، مجموعه‌ای از دشت‌های مرتفع است که در رشته کوه‌های آند واقع شده است. واژه آلتی‌پلانو در اسپانیایی به معنای «دره» است. این حوضه‌های وسیع، مرکزی برای سکونت انسان اولیه در این قاره بودند.
دریاچه تیتیکاکا یک دریاچه بزرگ آب شیرین به طول حدود ۱۲۰ مایل و عرض ۵۰ مایل است که در آلتی‌پلانو قرار دارد. سطح دریاچه در ارتفاع حدود دوازده هزار فوتی از سطح دریا قرار دارد و عمق دریاچه در برخی مناطق بیش از نهصد فوت است. معمولاً در چنین ارتفاعات بالا، دما به زیر صفر می‌رسد و کشاورزی را محدود می‌کند. با این حال، این دریاچه بزرگ با جذب انرژی از خورشید در طول روز و انتشار آن انرژی به شکل گرما در طول شب، به عنوان یک جمع‌کننده انرژی خورشیدی عمل می‌کند. توزیع مجدد انرژی باعث ایجاد دمای متوسط در اطراف دریاچه می‌شود که برای رشد محصولات غذایی مناسب است. منطقه آلتی‌پلانو با داشتن آب شیرین فراوان و توانایی پرورش غذا و صید ماهی، هزاران سال است که بستری برای سکونت انسان‌ها فراهم کرده است.

### آمازون
در هسته این قاره رودخانه قدرتمند آمازون قرار دارد که بیش از ۲۰۰۰ مایل طول دارد و دارای حوضه زهکشی عظیمی در بزرگ‌ترین جنگل بارانی استوایی جهان است. جنگل‌های بارانی آمازون یکی از مهم‌ترین منابع طبیعی جهان است و حدود شش درصد از اکسیژن جهان را تأمین می‌کند. شاخه‌های متعدد آمازون بزرگتر از بسیاری از رودخانه‌های جهان هستند. آمازون که به موازات خط استوا جریان دارد، به عنوان طولانی‌ترین رودخانه جهان با رود نیل رقابت می‌کند. رودخانه آمازون بیشترین آبدهی را در بین هر رودخانه‌ای در جهان دارد و حدود یک پنجم کل آب رودخانه‌های جهان را حمل می‌کند. آمازون و شاخه‌های متعدد آن، کل منطقه داخلی این قاره را که ۴۰ درصد از آمریکای جنوبی را پوشش می‌دهد، زهکشی می‌کند. در طول فصل بارانی، عرض آن می‌تواند بیش از ۱۰۰ مایل باشد. هیچ پلی بر روی رودخانه آمازون قرار ندارد. منبع آن یک جریان یخبندان است که در ارتفاعات آند پرو و در حدود ۱۵۰ مایلی اقیانوس آرام واقع شده است.

### پانتانال
پانتانال با بیش از ۴۲ میلیون هکتار، بزرگ‌ترین تالاب گرمسیری و یکی از بکرترین تالاب‌های جهان است. این تالاب در سه کشور آمریکای جنوبی - بولیوی، برزیل و پاراگوئه - گسترده شده است و از معاش میلیون‌ها نفر در آنجا و همچنین جوامعی در حوزه پایین ریودولا پلاتا پشتیبانی می‌کند.
این تالاب عظیم با تقریباً ۱۰ میلیون کیمن دارای بیشترین شمار تمساح‌ها در جهان است. جگوارها، بزرگ‌ترین گربه‌سانان قاره آمریکا، کیمن را در پانتانال شکار می‌کنند. این تالاب دارای یکی از بالاترین تراکم جگوارها در سراسر جهان است. پانتانال همچنین خانه بزرگ‌ترین طوطی روی کره زمین، مکائو سنبلی است. دیدن این حیوانات به جذب ۱ میلیون گردشگر که هر ساله از پانتانال بازدید می‌کنند کمک می‌کند.

## مخروط جنوبی

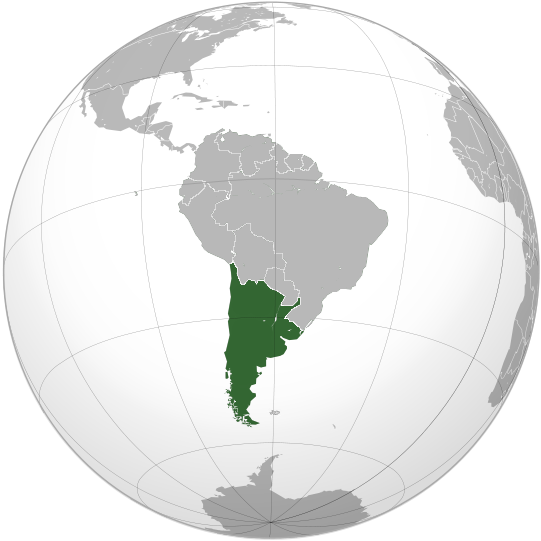
مخروط جنوبی آمریکای جنوبی

به آن قسمت از خشکی آمریکای جنوبی که زیر مدار رأس‌الجدی قرار گرفته است اصطلاحاً مخروط جنوبی می‌گویند. این منطقه شامل همه سطح کشورهای آرژانتین، شیلی و اروگوئه می‌شود. گاه کشور پاراگوئه و بخش جنوبی برزیل را نیز جزئی از این منطقه به‌شمار می‌آورند. دو ناحیه بزرگ جغرافیایی پامپا و پاتاگونیا در مخروط جنوبی جای گرفته‌اند.

### پامپا
پامپا یک منطقه طبیعی از دشت‌های دشت حاصلخیز وسیع در آمریکای جنوبی است که از اقیانوس اطلس تا آند امتداد دارد و تنها توسط تپه‌های ونتانا و تاندیل در آرژانتین قطع می‌شود. این زیست‌بوم مسطح و حاصلخیز علفزار را می‌توان به سه بومگاه متمایز تقسیم کرد: ساوانای اروگوئه، پامپای مرطوب و پامپای نیمه‌خشک.
پامپا بیش از ۷۵۰ هزار کیلومتر مربع را پوشش می‌دهد و علاوه بر تمام اروگوئه و جنوبی‌ترین ایالت برزیل یعنی ریو گرانده جنوبی، شامل استان‌های بوینس آیرس، لا پامپا، سانتافه، انتره ریوس و کوردوبا در آرژانتین می‌شود.
پامپا در شرق آرژانتین، اروگوئه و جنوب برزیل دیگر از مناطق کشاورزی ممتاز با خاک خوب و بارندگی کافی است. کشاورزی، گاوداری، و حتی تاکستان‌ها را می‌توان در اینجا یافت که پامپا را به سبد نان مخروط جنوبی تبدیل می‌کند.

### پاتاگونیا
در جنوب پامپا، گستره طولانی پاتاگونیا قرار دارد که بخش جنوبی آرژانتین را در شرق رشته کوه آند می‌پوشاند. پاتاگونیا یک منطقه چمنزار دشتی است که به دلیل اثر سایه باران رشته کوه‌های آند در غرب، بارندگی چندانی دریافت نمی‌کند. فعالیت‌های اصلی در پاتاگونیا پرورش گاو و سایر دام‌ها است. این منطقه شروع به جلب توجه برای استخراج منابع طبیعی مانند نفت، گاز طبیعی و مواد معدنی ارزشمند کرده است.

### تیرا دل فوئگو
تیرا دل فوئگو (به معنی سرزمین آتش در اسپانیایی)، مجمع‌الجزایری در انتهای جنوبی آمریکای جنوبی است که توسط تنگه ماژلان از سرزمین اصلی جدا شده است. نقطه جنوبی مجمع الجزایر دماغه هورن را تشکیل می‌دهد. جزیره اصلی آن، «جزیره بزرگ تیرا دل فوئگو»، شبیه یک مثلث است که پایه آن در کانال بیگل قرار دارد. مساحت کل تیرا دل فوئگو ۷۳۷۴۶ کیلومتر مربع است که حدود دو سوم آن متعلق به شیلی و یک سوم باقی مانده به آرژانتین است.
چندین جزیره در دهانه کانال بین دو کشور مورد مناقشه است. نفت در مانانتیالس در سال ۱۹۴۵ کشف شد و بخش شمالی تیرا دل فوئگو را به تنها میدان نفتی شیلی تبدیل کرد. تیرا دل فوئگو به عنوان یکی از معدود مناطق بازمانده از جهان که در آن طبیعت بکر هنوز وجود دارد، مشهور شده است. پور ونیر، پرجمعیت‌ترین شهر در تیرا دل فوئگو است.

## آب و هوا
آمریکای جنوبی به چهار منطقه آب و هوایی گرمسیری، معتدل، خشک و سرد تقسیم می‌شود. شهر سائوپائولو از آب و هوای معتدل برخوردار است و گرم‌ترین هوا در سائوپائولو در ماه فوریه است. از سوی دیگر ریودوژانیرو آب و هوای گرمسیری دارد. در ریودوژانیرو تنها دو فصل وجود دارد: گرم و مرطوب.
به‌طور کلی آب و هوای آمریکای جنوبی گرم و مرطوب است. کشورهای حوزه آمازون مانند برزیل شمالی، کلمبیا، پرو، اکوادور و ونزوئلا تحت سلطه جنگل‌های بارانی هستند و آب و هوای گرم و مرطوب ثابتی در طول سال با بارندگی زیاد دارند. در واقع، گویان فرانسه، گویان و سورینام، کلمبیا و اکوادور معمولاً مرطوب‌ترین کشورهای آمریکای جنوبی هستند.

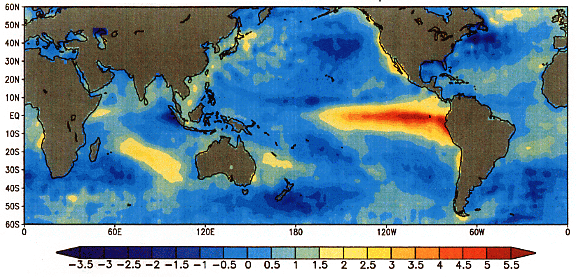
نقشه دمای غیرعادی آب در اقیانوس‌ها (به سانتی‌گراد) در جریان آخرین ال نینو قوی در دسامبر ۱۹۹۷.

یکی از پدیده‌های منحصر به فرد و آب و هوا در آمریکای جنوبی ال نینو است. در امتداد خط استوا در شرق اقیانوس آرام، در برخی سال‌ها آب معمولاً خنک دریا به‌شدت گرم می‌شود که بر آب و هوا در بسیاری از نقاط جهان تأثیر می‌گذارد. این پدیده ال نینو نام دارد. ال نینو هر شش یا هفت سال یکبار رخ می‌دهد و باعث ایجاد هوای بسیار گرم و مرطوب در امتداد سواحل شمال پرو و اکوادور از آوریل تا اکتبر می‌شود.
در طول خط استوا، میانگین دما در برزیل و کلمبیا حدود ۲۵ درجه سانتیگراد است، اما می‌تواند تا ۴۰ درجه سانتیگراد نیز برسد. در طول سال بارندگی متوسطی وجود دارد، اما بیشترین بارندگی در تابستان (آوریل تا نوامبر) رخ می‌دهد. شهرهایی که در امتداد سواحل برزیل قرار دارند از آب و هوای گرمسیری برخوردار هستند که به دلیل بادهای اقیانوس اطلس رطوبت کمتری دارند، اگرچه تابستان‌های ریودوژانیرو و سائوپائولو (دسامبر تا فوریه) می‌تواند بسیار گرم باشد. بهترین زمان برای بازدید از برزیل و سایر کشورهای آمازون در فصل خشک بین ژانویه و مارس است، زمانی که دما قابل تحمل است و آب برای شنا گرم است.
آب و هوای آمریکای جنوبی در جنوب آن بسیار ناپایدارتر است. آب و هوا در بولیوی، پاراگوئه، اروگوئه، و همچنین بخش شمالی آرژانتین و جنوب برزیل گرم و در تابستان (نوامبر تا مارس) با میانگین دمای حدود ۲۷ درجه سانتیگراد و کمی خنک‌تر در زمستان (آوریل تا اکتبر) است. با میانگین ۱۸ درجه سانتی‌گراد تابستان‌ها در این منطقه از آمریکای جنوبی نیز مرطوب‌تر است و میانگین بارندگی ۱۳ تا ۱۵ سانتی‌متر در ماه است. آب و هوا در شیلی و آرژانتین به‌طور گسترده‌ای از بیابان‌ها در شمال، در امتداد کوه‌های خنک آند تا شرایط نزدیک به جنوبگان در تیرا دل فوئگو در نوک قاره متغیر است.
منطقه مرکزی که شامل مقاصد توریستی محبوب سانتیاگو و بوئنوس آیرس است، دارای آب و هوای مدیترانه‌ای است و دمای آن از ۸ درجه سانتیگراد در زمستان تا ۲۰ درجه سانتیگراد در تابستان متغیر است. این منطقه دارای چهار فصل متمایز است و بهترین زمان برای سفر به آرژانتین و شیلی در اواخر تابستان و اوایل پاییز (فوریه تا مارس) است، زمانی که هوا گرم و بین ۱۷ تا ۳۰ درجه سانتی‌گراد است و تنها شش یا هفت روز مرطوب در ماه وجود دارد.
آب و هوای پاتاگونیا، در نوک جنوبی قاره، به دلیل زمستان‌های سرد و طوفانی با دمای یخبندان معروف است، با این حال مناطقی مانند ناحیه دریاچه‌ای تابستان‌های دلپذیری دارند، با دمای روز بین ۲۰ تا ۲۴ درجه سانتی‌گراد، هرچند در شب. دما همچنان سرد است: ۴–۸ درجه سانتیگراد.

## زیا و گیا
زندگی جانوری در آمریکای جنوبی به دلیل گستره وسیع زیستگاه‌ها بسیار غنی و متنوع است. علاوه بر این، خشکی آمریکای جنوبی به دلیل انزوای خود از بقیه جهان در دوران پالئوژن و نئوژن (حدود ۶۶ تا ۲٫۶ میلیون سال پیش)، دارای اصالت بیولوژیکی قابل توجهی است. بسیاری از حیوانات به گروه‌های انحصاری تعلق دارند و حتی در سطح خانواده، درصد اشکال بومی زیاد است. گونه‌شناسی در آمریکای جنوبی نسبت به سایر نقاط جهان به درجه بالاتری رسیده است. با این وجود، شباهت‌هایی بین جانوران آمریکای جنوبی و سایر قاره‌ها در نتیجه تحولات زمین‌شناسی گذشته وجود دارد. گروه‌های باستانی جانوران از جمله نرم‌تنان، لب‌پایان، برخی از ماهی‌ها، خزندگان و دوزیستان با زندگی حیوانی آفریقا، استرالیا و نیوزلند ارتباط دارند. گونه‌های جدیدتر، عمدتاً مهره‌داران، از آمریکای شمالی مهاجرت کردند. حیواناتی مانند آرمادیلو، مورچه‌خوار، جوجه تیغی و صاریغ در هر دو جهت مهاجرت کردند.
بیشتر حیوانات در آمریکای جنوبی را می‌توان در جنگل‌های آمازون یا در امتداد کوه‌های آند یافت. ماهیان آب شیرین با حدود ۲۷۰۰ گونه پرشمار هستند، اگرچه فقط از چند گروه اجدادی مشتق می‌شوند. تعداد ماهی‌های آمازون ممکن است به ۱۵۰۰ گونه برسد.
پرندگان با ۸۹ خانواده و حدود ۳۰۰۰ گونه در این قاره زندگی می‌کنند - رقمی بسیار بالاتر از آفریقا یا آسیا که استفاده از نام «قاره پرندگان» را برای آمریکای جنوبی توجیه می‌کند. حدود ۲۵ خانواده بومی منطقه نوگرمسیری هستند. پرندگان منحصر به فرد عبارتند از: شترمرغ آمریکایی، کاکل‌فری، گندمرغ، مرغ روغن، دم‌دراز، ماهی‌خورک‌های رودخانه‌ای، توکان، رنگینک، رنگین‌تاب و گوهرمرغ.

## پیشینه زمین‌شناختی

محل تقریبی پوسته‌های پایای میان‌پیشین‌زیستی (کهن‌تر از ۱٫۳ میلیارد سال پیش) در آمریکای جنوبی و آفریقا. در این تصویر این دو قاره کنونی به موقعیت‌های تقریبی خود در طول دوره تریاس چرخانده شده‌اند تا دیده شود کدام پایاپوسته‌ها قبل از دهان باز کردن اقیانوس اطلس جنوبی به یکدیگر متصل بودند.

حدود ۵۰۰ میلیون سال پیش، در اواخر دوره ادیاکاران، حرکات زمین‌ساختی باعث شد که آفریقا، آمریکای جنوبی، استرالیا، قطب جنوب، هند، شبه جزیره عربستان و ماداگاسکار امروزی به یک قطعه زمین پیوسته و عظیم تبدیل شوند. این نسخه اولیه گوندوانا بود که از استوا تقریباً تا جنوبگان امتداد داشت.
سپس، ۲۰ تا ۷۰ میلیون سال بعد، توده‌های ماگما از هسته زمین مانند یک مشعل دمنده شروع به سوزاندن پوسته زمین کردند و شکافی را بین آنچه امروز به نام آفریقا، آمریکای جنوبی و آمریکای شمالی می‌شناسیم پدیدآوردند.
با این حال، این جدایی یکباره اتفاق نیفتاد. گندوانا مرحله‌به‌مرحله تکه‌تکه شد. بین ۱۷۰ تا ۱۸۰ میلیون سال پیش، آفریقای امروزی و آمریکای جنوبی شروع به جدا شدن از بقیه گندوانا کردند. آنها حدود ۳۰ تا ۴۰ میلیون سال در هم جوش خوردند تا اینکه شکاف اقیانوس اطلس جنوبی آنها را شکست و اقیانوسی را بین آن‌ها باز کرد. به همین دلیل است که خط امتداد سواحل شرقی آمریکای جنوبی و خط امتداد سواحل غربی آفریقا امروزه هم کمابیش مشابه‌اند و با هم جور می‌آیند.
صفحه آمریکای جنوبی یک صفحه تکتونیکی اصلی است که شامل قاره آمریکای جنوبی و همچنین منطقه قابل توجهی از بستر اقیانوس اطلس است که به سمت شرق تا صفحه آفریقا امتداد دارد. صفحه نازکا نیز یک صفحه تکتونیکی اقیانوسی در شرق حوضه اقیانوس آرام در سواحل غربی آمریکای جنوبی است. فرورانش مداوم صفحه نازکا در امتداد درازگودال پرو-شیلی در زیر صفحه آمریکای جنوبی تا حد زیادی مسئول کوهزایی آند است.

## نگارخانه

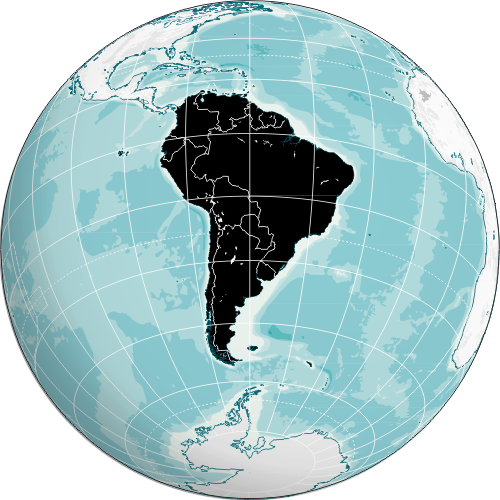
آمریکای جنوبی بین دو اقیانوس
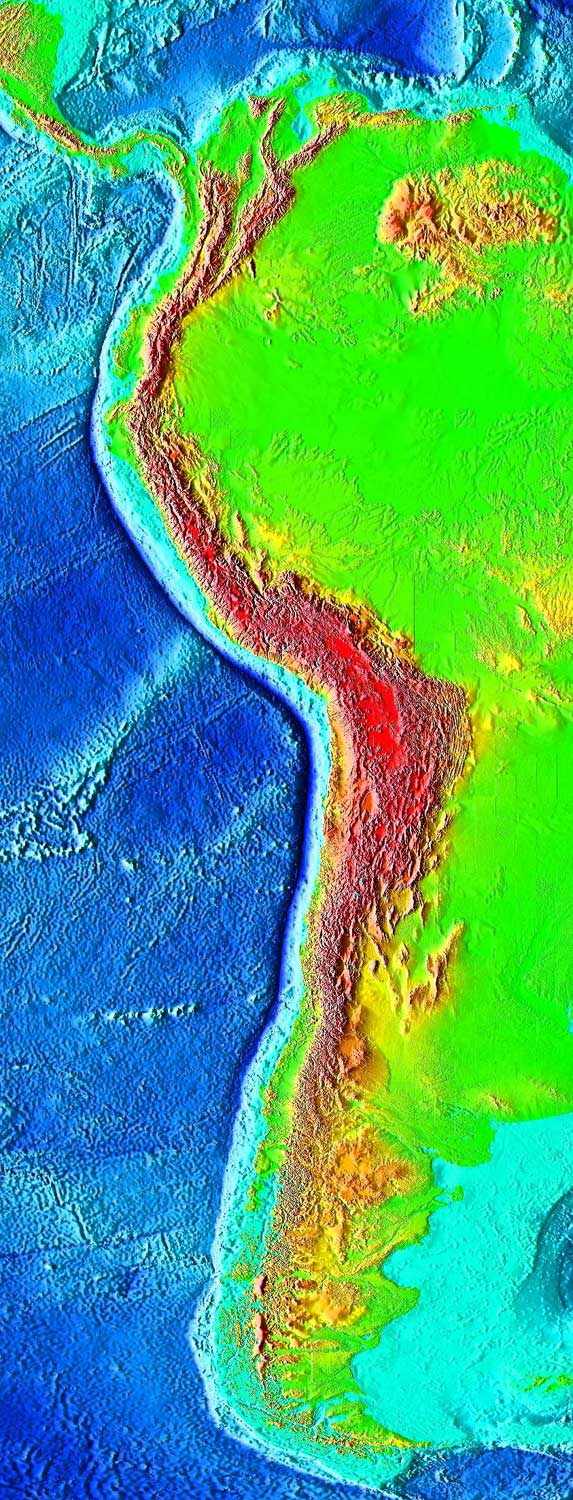
درازگودال پرو-شیلی در امتداد ساحل در قعر اقیانوس آرام
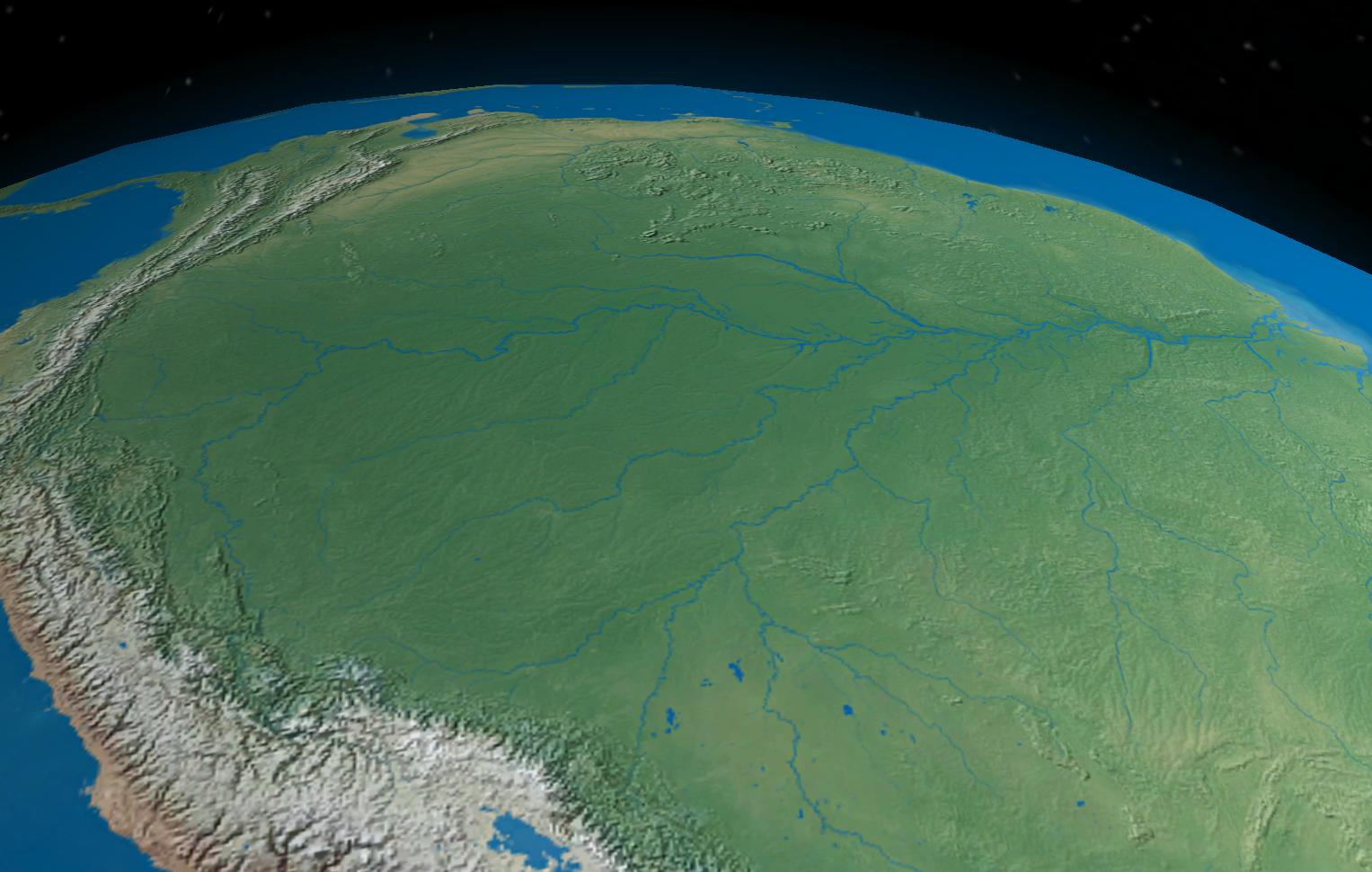
دید رود آمازون از فضا
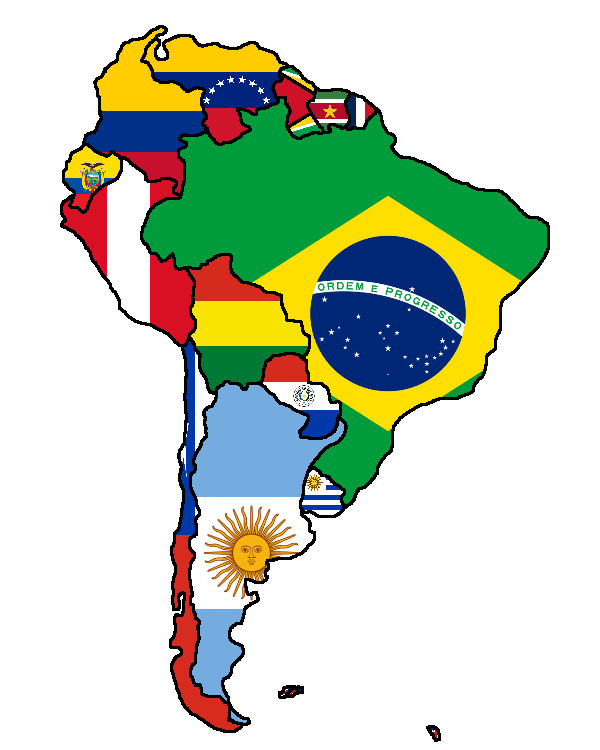
نقشه پرچم‌های کشورهای آمریکای جنوبی